# Jamia-moskee (Khudabad)
De Jamia-moskee, ook bekend als de Badshahi-moskee, ligt in Khudabad, in de regio Sind, in het zuiden van Pakistan.
De moskee werd gebouwd tijdens het bewind van Yar Muhammad Kalhoro tussen 1700 en 1718. Het ligt in het dorp Khudabad, bijna 10 kilometer ten zuiden van het district Dadu. De moskee diende zowel als school als voor militaire training.